# Dwibeeja sundara
Dwibeeja sundara är en svampart som beskrevs av Subram. 1995. Dwibeeja sundara ingår i släktet Dwibeeja, divisionen sporsäcksvampar och riket svampar.   Inga underarter finns listade i Catalogue of Life.